# 今福の戦い
今福の戦い（いまふくのたたかい）は、江戸幕府と豊臣家の間の大坂の陣（大坂の役）のうち、1614年 （慶長19年）末に発生した大坂冬の陣において行われた戦いの一つ。
大坂城東北、大和川の北岸に今福村、南岸に鴫野村がある。この地域は低湿地帯になっており、軍隊が展開できるのは堤防上のみ、まわりは田圃という地形だった。豊臣方は今福村に3カ所の堀切と4重の柵を設置し、矢野正倫および飯田家貞 にそれぞれ兵300で守備させていた。徳川家康は今福村に付け城を築くため、今福・鴫野の両柵の奪取を命じた。今福へは佐竹義宣指揮下の兵1,500を送った。
11月26日夜明け、佐竹勢が今福を攻撃、佐竹麾下の渋江政光、戸村義国らにより第4柵まで占拠され、矢野と飯田は討死した。豊臣軍は木村重成が来援し、反撃に転じたため佐竹勢はやや後退したがその後膠着状態になった。その様子を大坂城天守から見ていた豊臣秀頼は、後藤基次に救援を命じた。後藤が駆けつけ木村を支援しながら突撃を指揮し、佐竹勢を押し戻した。渋江政光は第1柵で防戦していたが、木村重成の指示で狙撃され討死したため佐竹勢先鋒隊が潰走、佐竹義宣は大和川対岸にいた上杉勢に救援を求めた。それを受けた上杉景勝、堀尾忠晴および榊原康勝の軍勢が大和川の中州まで出て銃撃を加えたため、豊臣軍は撤退した。
この戦いにおいて、将軍徳川秀忠から、佐竹家中の黒沢道家をはじめ5名に感状と褒美が与えられている（『大日本史料』元和元年正月十七日条）。

## 関連史料
- 『駿府記』
- 「義宣家譜」（『佐竹家譜』）
今福の戦いが発生した「慶長十九年十一月二十六日の条」が義宣家譜の中で一番多い分量になっている[1]。
- 『大坂御合戦実録』（『今福表御合戦記』）
佐竹家臣が『難波戦記』『太平楽記』『真田三代記』の読み物的虚構部分を批判し、記録として編纂したという目的が奥付に記されている[1]。
- 『大坂御陣之留帳』
上杉家の記録。佐竹軍を援護した様子が記されている[1]。
- 『紀伊国物語』
第三者による覚書。佐竹軍の苦戦と上杉軍による援護の状況を伝えている[1]。